# Orval Faubus

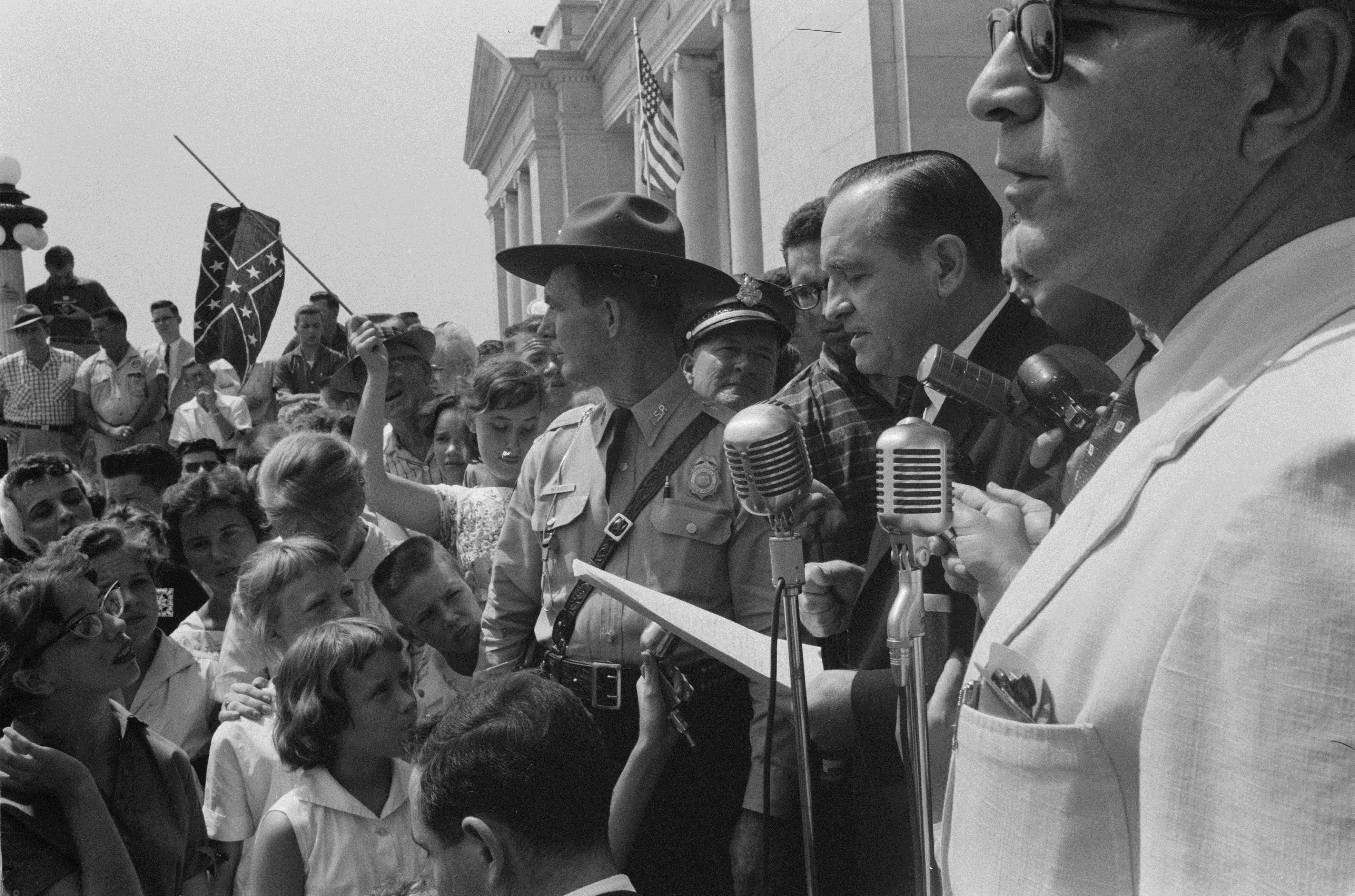
Orval Faubus auf einer Protestveranstaltung gegen die Little Rock Nine am 20. August 1959 in der Staatshauptstadt Little Rock

Orval Eugene Faubus (* 7. Januar 1910 in Huntsville, Arkansas; † 14. Dezember 1994 in Conway, Arkansas) war ein US-amerikanischer Politiker. Er war von 1955 bis 1967 Gouverneur des US-Bundesstaates Arkansas für die Demokratische Partei.

## Frühe Jahre und politischer Aufstieg
Politik spielte schon in Faubus jungen Jahren eine wichtige Rolle. Sein Vater Sam Faubus, ein armer Farmer, war Mitglied der Sozialistischen Partei Amerikas und zeitweise wegen des Verteilens von sozialistischen Flugblättern inhaftiert.
Orval besuchte für kurze Zeit das Commonwealth College in Mena in Arkansas. In den folgenden Jahren arbeitete er in verschiedenen Berufen, z. B. als Farmer, Holzfäller oder Schullehrer. Während des Zweiten Weltkrieges diente er in der US-Armee und war in Europa eingesetzt. Für seine militärischen Leistungen erhielt er einige Verdienstorden. Nach dem Ende des Krieges arbeitete Faubus zwischen 1949 und 1951 im Autobahnausschuss (State Highway Commission) von Arkansas. Von 1952 bis 1953 war er Leiter der Autobahnverwaltung in diesem Staat; 1946 und 1947 und nochmals 1953 und 1954 war er Leiter der Postbehörden von Huntsville. Im Jahr 1954 schlug er den amtierenden Gouverneur Francis Cherry in den Demokratischen Vorwahlen zur anstehenden Gouverneurswahl, die er dann auch gewann.

## Gouverneur von Arkansas
Orval Faubus trat sein neues Amt am 11. Januar 1955 an. Er sollte insgesamt sechs jeweils zweijährige Amtszeiten absolvieren und blieb bis zum 10. Januar 1967 im Amt. Damit hält er bis heute den Amtszeitrekord der Gouverneure von Arkansas.
Obwohl er eigentlich einen liberalen Kurs angekündigt hatte, entwickelte sich Faubus zu einem radikalen Anhänger der Rassentrennung (Segregation) und Gegner der Bürgerrechtsbewegung. Im Jahr 1957 mobilisierte er die Arkansas National Guard, die eine rassenintegrierte High School in Little Rock verhindern sollte (→ Little Rock Nine). Nach solchen und ähnlichen Vorfällen sowie erheblichen Unruhen im Land griff Präsident Dwight D. Eisenhower ein und stellte die Nationalgarde sowie alle Polizei- und Armeeeinheiten von Arkansas unter Bundeskommando und entsandte zusätzlich Armeeeinheiten der 101. US-Luftlandedivision nach Arkansas. Damit konnte nun die Einführung der rassenintegrierten Schulen durchgeführt werden. Bei den konservativen Kräften in Arkansas fand Faubus’ Politik Anklang, gleichzeitig verstellte sie ihm aber eine politische Karriere auf Bundesebene. Schließlich musste sich Faubus doch mit den politischen Entwicklungen seiner Zeit abfinden. Obwohl die Rassenpolitik das beherrschende Thema in der Regierungszeit von Faubus war, gab es noch andere erwähnenswerte Ereignisse in Arkansas aus jenen Tagen. Es gab einen industriellen Aufschwung und die Wirtschaft prosperierte. Auf dem Bildungssektor wurden die Gehälter der Lehrer erhöht, um einen Anreiz für diesen Beruf zu schaffen. Das Autobahnnetz wurde erweitert und das Gesundheitssystem verbessert. In der Rassenfrage wurde er in den letzten Jahren seiner Amtszeit etwas moderater. Das Verhältnis zur Bundesregierung entspannte sich daher auch unter den Regierungen von John F. Kennedy und Lyndon B. Johnson etwas. In seiner Amtszeit war Faubus auch Mitglied mehrerer Gouverneursvereinigungen.

## Weiterer Lebenslauf
Im Jahr 1966 verzichtete Faubus auf eine siebte Kandidatur in Folge. In den Jahren 1970, 1974 und 1986 bewarb er sich noch einmal erfolglos um eine Rückkehr in das Amt des Gouverneurs von Arkansas. Im Jahr 1986 unterlag er in den Vorwahlen gegen den späteren Präsidenten Bill Clinton. Zwischen 1981 und 1983 war Faubus Leiter des von Skandalen erschütterten Kriegsveteranenministeriums des Staates Arkansas.

## Privatleben
Nach 38 Ehejahren wurde seine Ehe mit Celia Alta Haskins geschieden. Ihr gemeinsamer Sohn Farrell Faubus starb im Juni 1976 an einer Überdosis Drogen. Im März 1983 starb seine zweite Frau Elizabeth Westmoreland. Sie wurde erwürgt in ihrer Badewanne aufgefunden. Ihr Mörder, David Scott Helfond, wurde später zu einer lebenslangen Freiheitsstrafe verurteilt. Orval Faubus selbst starb im Dezember 1994 an Prostatakrebs.

## Weiteres
Der bekannte Jazzkomponist Charlie Mingus schrieb das Stück Fables of Faubus – ein politisches Protestlied gegen den rassistischen Politiker. Der Calypso-Künstler Lord Invader kritisierte Faubus’ Politik in seinem Song Crisis in Arkansas.